# Harry Sjöman
Per Gunnar Harry Sjöman, född 1 maj 1900 i Barnarps församling i Jönköpings län, död 16 oktober 1988 i Värnamo, var en svensk journalist och författare.
Harry Sjöman var son till smeden Emil Sjöman och Hulda Lax. Han hade en fattig barndom och fick tidigt ta arbete. Han anställdes vid gjuteriet Marieholms bruk 1913 och gick över till Ljungby stålgjuteri 1920. Han bytte sedan yrkesbana och verkade vid Värnamo-Tidningen från 1925, där han så småningom blev chefredaktör. Begreppet Gnosjöandan myntades av Sjöman på Värnamo-Tidningen under 1920-talet.
Sin författardebut gjorde Harry Sjöman 1935 med boken Guds bästa barn och gav sedan ut ett större antal böcker. Han var ordförande i Värnamo hembygdsförening och styrelseordförande i Finnvedens hembygdskrets. Sjöman var riddare av Finlands Vita Ros’ orden och hade Samfundet för Hembygdsvårds förtjänsttecken.
Han gifte sig 1926 med Ingrid Ahlgren (1905–1985), dotter till fabrikör Otto Ahlgren och Alida Svensson. Tillsammans fick de sönerna Bengt (1932–2000) och Håkan (1943–2013).